# Alois Taux

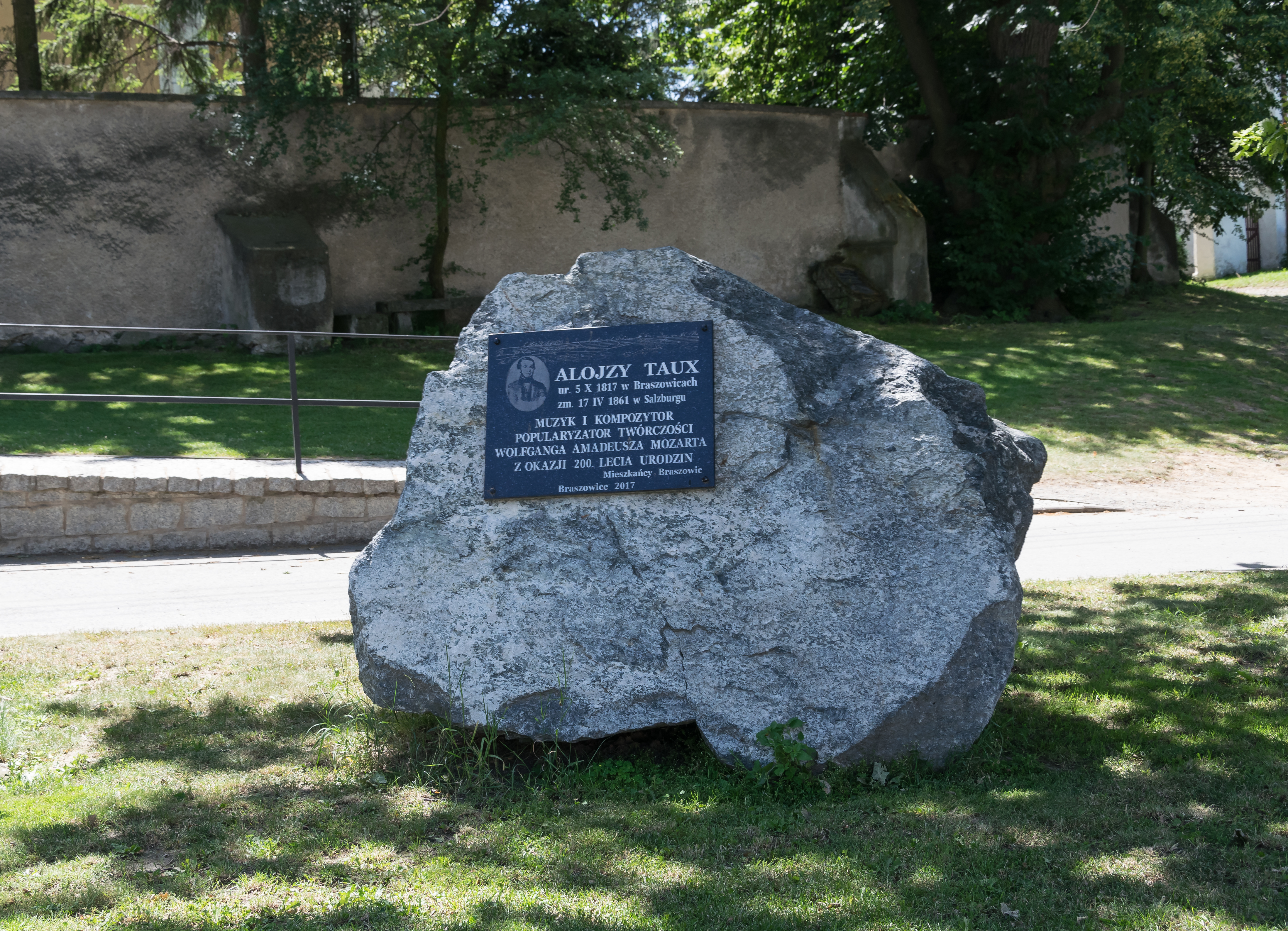
Tablica pamiątkowa w Braszowicach

Alois Taux (ur. 5 października 1817 w Braszowicach, zm. 17 kwietnia 1861 w Salzburgu) – niemiecko-austriacki muzyk, dyrygent i kompozytor oraz pierwszy dyrektor Mozarteum w Salzburgu.

## Życiorys

### Edukacja muzyczna
Pierwsze lekcje muzyki brał w swej rodzinnej wiosce oraz w pobliskim Kamieńcu Ząbkowickim. W 1834 roku podjął studia w konserwatorium muzycznym w Pradze.

### Kariera
W 1837 rozpoczął swą karierę zawodową w Grazu jako skrzypek i waltornista w tamtejszej orkiestrze operowej. W 1839 roku podjął pracę jako dyrygent i (początkowo) drugi kapelmistrz przy teatrze w Linzu. Jeszcze w tymże roku został dyrektorem przy C. K. teatrze w Salzburgu. W 1841 został dyrektorem świeżo założonego Towarzystwa Muzyki Katedralnej i Mozarteum. W 1847 założył chór koncertowy Salzburger Liedertafel, którym kierował aż do swej przedwczesnej śmierci. W 1858 roku został szefem chóru przy Salzburskiej Akademii Śpiewu (niem. Salzburger Singerakademie).
Taux był pomysłodawcą pierwszych festynów mozartowskich, które odbyły się w Salzburgu w latach 1842, 1852 i 1856. W tymże 1856 zorganizował również wielki festyn chóralny Liedertafelfest. A zainicjowane przez niego koncerty ku pamięci Mozarta zostały później zinstytucjonalizowane przez Międzynarodową Fundację Mozarteum (niem. Internationale Stiftung Mozarteum).

### Życie prywatne
W 1850 Taux poślubił śpiewaczkę baronównę Annę Dubsky von Wittenau, która była krewną żony Mozarta, Konstancji z domu Weber.

### Śmierć
Taux zmarł niespodziewanie podczas próby swojego chóru Liedertafel wiosną 1861. Jego grób znajduje się na 
cmentarzu komunalnym w Salzburgu.

## Honory
Alois Taux jest patronem uliczki Tauxgasse w salzburskiej dzielnicy Gneis.
W dniach 17–18 października 2015 lokalni społecznicy i melomani zorganizowali I. Festiwal Muzyczny im. Aloisa Tauxa, by upamiętnić tego kompozytora w jego rodzinnych stronach. Wtedy to odbyły się koncerty muzyki Tauxa i jego współczesnych w kościele pw. św. Wawrzyńca w Braszowicach oraz podczas "Odpustu Jadwiżańskiego" w kościele pw. św. Jadwigi w Ząbkowicach Śląskich.

## Twórczość
Jako kompozytor stworzył przede wszystkim muzykę użytkową, która doznała należytego uznania w kręgach, w których działał. Wśród ponad 50 jego utworów wyliczyć można dziewięć mszy, sześć uwertur oraz burleski, intermezza, kantaty, tańce, pieśni i chorały.
Jego utwory kościelne, chóralne i różnego typu utwory do inscenizacji dramatycznych [...] pokazują go jako eklektyka, który szedł nie tylko śladem niemieckich klasyków i romantyków, ale i jako płodnego oraz wrażliwego dyrygenta teatralnego, otwartego dla bogatej melodyki i tempa współczesnych mu włoskich oper. Wśród jego kompozycji dramatycznych wybija się szczególnie pewna ludowa nuta mająca swe korzenie w okolicach Untersbergu, która to manifestuje się w jego widowisku pt. Die Rose vom Untersberg. Również poza tym preferuje on [...] „trwożne legendy o duchach i prastare niemieckie mity”.